# 信太明
信太 明（しだ あきら、1968年11月11日 - ）は日本の男性実業家。アウンコンサルティング株式会社代表取締役社長。福島県出身。
日本国内において検索エンジン最適化（SEO）や検索連動型広告（P4P）に関わるコンサルティングをいち早く事業化。
東京本社の他、フィリピン、タイ、シンガポール、ベトナムに拠点を展開。

## 来歴
- 1987年 - 福島県立福島高等学校卒業[1]
- 1992年 - 早稲田大学政治経済学部卒業、大学在学中から従事していたリクルートに入社[2]

- 1993年 - 日本ネットワーク研究所に入社[2]
- 1996年 - ABCマートに入社[2]
- 1998年 - アウンコンサルティングを設立
- 2005年 - 11月東京証券取引所マザーズに上場[2]
- 2016年 - 10月東京証券取引所第二部に上場
- 2022年 - 4月東京証券取引所の市場区分再編により東京証券取引所第二部から東証スタンダード市場に区分変更（証券コード：2459）

## 主な著書
- 『検索順位がみるみるアップする本―必要最小限のSEO知識でホームページを上位に表示!』（出版：サイビズ） ISBN 978-4916089465
- 『テンプレート仕事術 ―日常業務の75%を自動化する』（出版： 東洋経済新報社） ISBN 978-4492043721

## メディア
- 2005.07.14　ダイヤモンド社「10年後の大企業　～この社長に投資しろ！」
- 2005.08.27　朝日新聞社「朝日新聞」　「広告効果　言葉選びが『客』を呼ぶ」
- 2005.11.10　TOKYO　IPO「今週の社長インタビュー　東京IPO編集長西堀敬コラム」
- 2005.11.25　インターネットラジオmavie-navi（マヴィナビ）世紀の伝授者たち「ファーストクラス」
- 2005.12.02　日刊工業新聞社「日刊工業新聞」「株式上場ニューフェイス　アウンコンサルティング信太明社長に聞く」
- 2005.12.06　日経BP社「日経ビジネスアソシエ」2005年12月20日号「ネット検索テクニック」
- 2005.12.08　株式会社日経ラジオ社「発掘！未来企業」
- 2005.12.09　ブルベア.jp「未来企業情報局」2005年12月9日更新
- 2005.12.12　読売新聞「読売ウイークリー」2005年12月25日号　検索の達人が伝授する「グーグル力」向上テク
- 2005.12.21　株式会社市場新聞社「株式市場新聞」「アウン信太社長に聞く」
- 2005.12.22　経営塾「月刊BOSS」2006年2月号「我がビジネス戦記　阿吽の呼吸で」連載第6回
- 2005.12.22　技術評論社「Web Site Expert #5」オーバーチュア社長 上野氏との対談が掲載
- 2006.02.21　asahi.com(ビジネス)　ネット広告55％増、TV・新聞に次ぐ「第3媒体」に迫る
- 2006.02.22　Pod TV 「朝トレ」出演
- 2006.03.15　株式新聞社「株式新聞」トップインタビュー「アウン　～P4P原動力　業績伸び盛り～」
- 2006.03.24　経営塾「月刊BOSS」2006年5月号　特集第2部「すべてはヤフーから始まった」
- 2006.06.06　日経BP社「日経ビジネスアソシエ」2006年6月20日号　特集「スピード仕事術」
- 2006.07.19　日本経済新聞社「日本経済新聞」ヤフーどこまで強いか　VS.グーグル
- 2006.07.27　株式会社リクルート「アントレ」2006年9月号「企業家たちの軌跡」
- 2006.07.29　朝日新聞社「be」be word　「SEM～「言葉」で需要を掘り起こす～」
- 2006.08.26　企業家ネットワーク「企業家倶楽部」新興市場の星たち
- 2006.08.28　日本経済新聞社「日経金融新聞」金融テクノロジー改革　～Web2.0でこう変わる　検索上位表示IRのカギ～
- 2006.08.30　青山プランニングアーツ「社長TV」
- 2006.09.19　Value Press「社長に聞く50の質問」
- 2006.10.01　日本経済新聞社「日経大予測　2007年版」
- 2006.12.29　日本経済新聞社「日本経済新聞」特集「日本の急成長企業ランキング」
- 2007.01.01　日経BP社「日経ベンチャー」2007年1月号　特集「日本の急成長企業ランキング」
- 2007.02.15　ブルームバーグ「ブルームバーグ・メディア」トップインタビュー
- 2007.03.05　経済産業省関東経済産業局「ミドルエイジ起業&企業発ベンチャー創出ハンドフック」
- 2007.04.04　株式会社ワークスメディア「オフィスWatch」「写真で見る成長企業のオフィスづくり」企画
- 2007.05.31　日経BP社「日経ビジネスアソシエ　できる人のスピード仕事術」
- 2007.07.18　サーチナ株式会社「中国情報局」要人探訪のインタビュー
- 2007.08.01　日経BP社「日経ベンチャー」2007年8月「挑戦者たち」
- 2007.08.24　産業経済新聞社「夕刊フジ」「トップ直撃」全4回
- 2007.10.22　株式会社日経ラジオ社　「ラジオNIKKEI・企業インタビュー」
- 2007.10.24　日本経済新聞社「日経産業新聞」「社脈立脈　OBに見る企業像」
- 2007.11.12　満歩創媒社「Whenever CHINA」11月号「中国ウェブ マーケティングセミナー」
- 2008.01.10　満歩創媒社「Whenever CHINA」1月号　新春特集「私はこう見る2008年中国商流」
- 2008.01.22　株式会社 経営塾「月刊BOSS」3月号　「知っておきたい中国ネット事情」
- 2008.07.18　株式会社日経ラジオ社　「ラジオNIKKEI・きらっと輝くスター企業発見」
- 2008.10.23　株式会社経営塾「月刊ボス」12月号　「グーグル活用術」
- 2008.10.28　日経BP社「できる人の実践前倒し仕事術」「仕事ができる人の机には秘密がある！」
- 2008.12.19　日経BP社 NBonline Associeスペシャルインタビュー　経営とは、仕事の「仕組み」作り
- 2008.12.26　日経BP社 NBonline Associeスペシャルインタビュー　情報は自分に合った単位で仕分ける
- 2009.02.13　琉球新報社「琉球新報」朝刊「沖縄進出わが社の選択」
- 2009.03.13　企業家大学出版「RODAN」2009春号「エグゼクティブ・アイ」
- 2010.03.04　企業家ネットワーク「VENTURE」
- 2010.06.10　扶桑社「週刊SPA！」P.36～39　特集記事「1日36時間に増やす秘術」
- 2011.07.19　インターネット・ラジオ『藤沢久美の社長Talk』出演「日本初の事業を生み出し、１０年で海外へ」
- 2012.02.08 　一般社団法人　eビジネス推進連合会「eビジネス白書2012」シンガポールEビジネス事情
- 2012.07.10 　日経BP社「日経ビジネスアソシエ」8月号　アウンコンサルティングの"ツイッター会議"
- 2013.06.21　日本最大級の経営者ウェブ番組『東京の社長.tv』
- 2013.06.24　青春出版社刊 30代ビジネスマン向け自己啓発雑誌「ビッグトゥモロウ」8月号
- 2013.07.10　日経ウーマン8月号 巻頭特集、「仕事も暮らしも時短でいこう！」
- 2013.07.24　「アスキークラウド創刊号（9月号）」
- 2013.09.02　「日刊ゲンダイ」 「語り部の経営者たち」
- 第一回（9/2）：30歳までに起業すると決めた
- 第二回（9/3）：「史上最低の新人」から「幹部候補生」へ
- 第三回（9/4）：最初の1年半は『詐欺？』と言われた
- 第四回（9/5）：英語もできないのに“まさか”の海外進出
- 2014.01.07　株式会社経済界発刊「経済界」新春特大号飛び出せベンチャー
- 2014.12.02　株式会社経済界発刊　「経済界」（2014年12月2日発刊）巻頭特集「グローバルベンチャーの挑戦」
- 2014.12.17　株式会社宣伝会議「Adver Times（アドタイ）」2014年12月17日掲載　「企業トップが語る”次世代リーダー”の育て方」
- 2015.03.24　ブイネット・ジャパン発行　経営誌『CEO社長情報』vol.18 巻頭特集「躍動する企業のアジア進出」
- 2015.06.26　晋遊舎発行「ビジネス書 最強ランキング100」
- 2017.09.29　「まんがで分かる！仕事が速い女性がやっている時間のルール」
- 2018.06.05　「エコノミスト」
- 2019.07.11　産業経済新聞社「産経新聞」【令和の争点】働き続ける　「日本型雇用」代わる答えは　定年まで同じ会社「制度もたない」
- 2019.11.16　ラジオ「藤沢久美の社長Talk」出演
- 2023.08.31　アドバイザーナビ株式会社 「わたしのIFA」 SEOを通じて日本企業のグローバル化に貢献し続ける
- 2024.02.02　株式会社VALUE WORKS「VALUE WORKS」 グローバルマーケティングで48か国以上の支援実績。SEOで国内初上場の先駆者が語るインバウンド最前線
- 2024.02.05　レイサス株式会社「社長名鑑」　SEOのパイオニアが語る創設秘話。48カ国以上の支援実績で企業の国際化をサポートする
- 2024.02.21　ラーニングス株式会社「社長の履歴書」
- 2024.03.26　オルムスタン「CEO社長情報」vol.57 「大丸有」でアウトバウンドを攻略 インバウンドでは多言語に磨きをかける“グローバルマーケティング・ベンチャー”
- 2024.04.22　株式会社経済界「経済界」2024年6月 海外向けSEOや海外向けWeb広告運用のWebマーケティングを支援する
- 2024.06.04　産業経済新聞社「夕刊フジ」トップ直撃

## 活動
※アウンコンサルティング株式会社にて活動。
盲導犬育成支援活動
- 出版物の印税全額および賛同金を寄付
- 日本盲導犬協会の法人会員として盲導犬育成事業を支援
- 日本盲導犬協会神奈川訓練センター 「盲導犬体験デイ」参加
- タオル寄附

ボランティア休暇取得促進
- 自社の制度で、通常の有給休暇とは別に年間2日間のボランティア休暇が付与。

その他の活動
- 「チームマイナス6％」参加
- ペットボトルのキャップほか回収活動
- 大学講義への講師派遣を実施

資格・認定
- 小型船舶免許1級
- 温泉ソムリエ
- マイレージ検定